# Институт машиноведения имени А. А. Благонравова РАН
Федеральное государственное бюджетное учреждение науки Институт машиноведения им. А. А. Благонравова Российской академии наук (ИМАШ РАН) — научное учреждение, ведущее исследовательскую работу по решению фундаментальных научных проблем в области механики, машиноведения и технических наук в России. Результаты фундаментальных исследований ИМАШ РАН заложили основу развития основных направлений отечественного машиностроения в различных отраслях промышленности: авиационно-космической техники, станкостроения, автомобилестроения, энергетике, в том числе атомной, нефтехимической, добывающей и других отраслях промышленности.

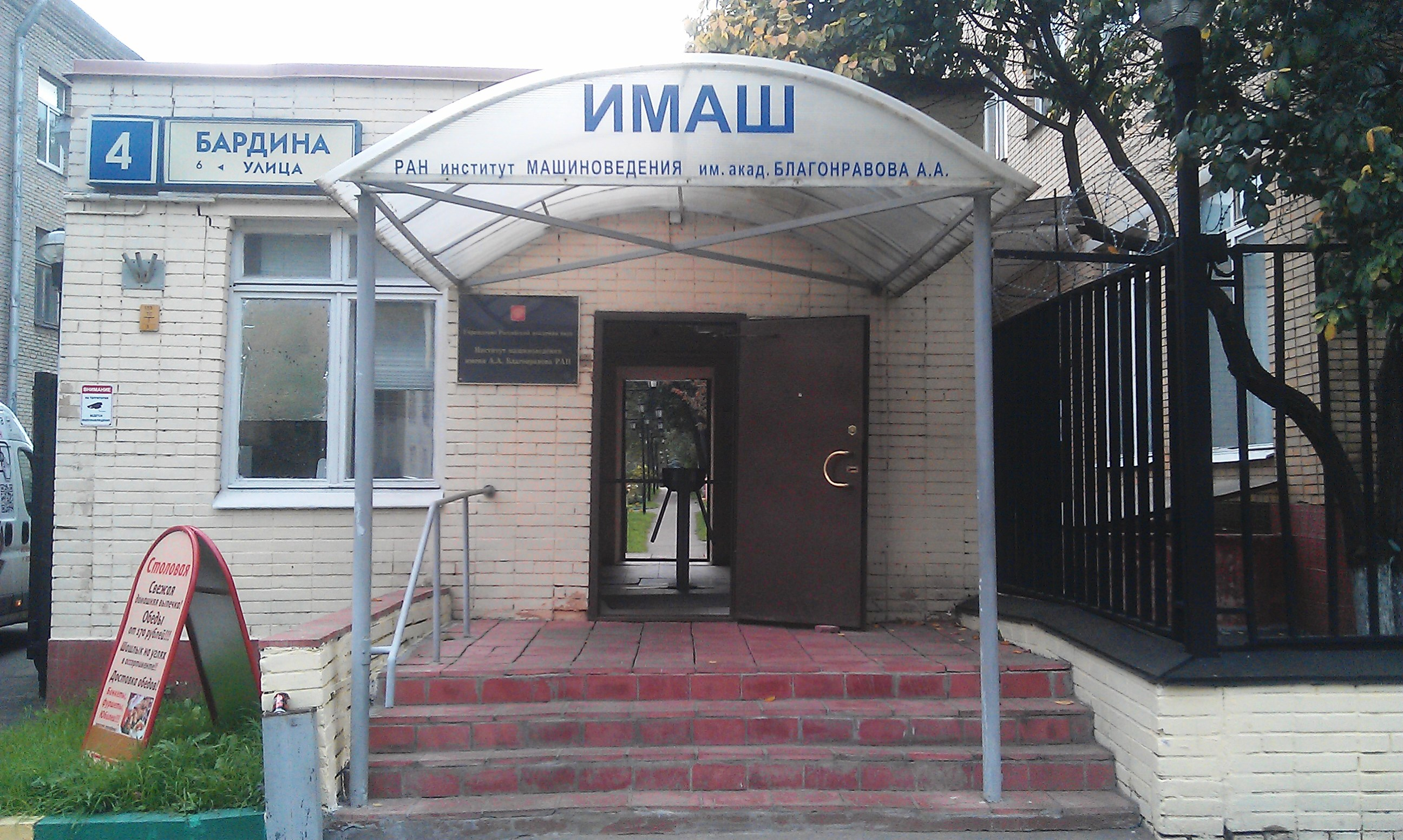
Проходная на новой территррии

Институт располагается в бывшем здании Московского политехнического общества, учреждённого в 1877 году и объединявшего выпускников Императорского Московского технического училища (ныне МГТУ им. Н. Э. Баумана), и на новой территории на улице Бардина.
Более семи десятилетий своего существования ИМАШ РАН всегда сверял свой курс в сфере фундаментальных и прикладных исследований, к которым он обращался, с государственными задачами, отвечавшими историческому отрезку времени, на котором находилась страна. Будь то индустриализация страны, достижение победы в Великой Отечественной войне или освоение совершенно новых образцов техники и технологий. Он продолжает делать это с успехом и сегодня.

## История
Институт машиноведения был официально открыт в 1938 году (фактически работал с 1937 года) для организации исследований в области машин (машиноведения). Входил в состав Отделения технических наук АН СССР. Одним из основателей Института машиноведения и его первым директором (с 1938 по 1953 год) был академик Е. А. Чудаков. В дальнейшем Институт возглавляли академики Анатолий Аркадьевич Благонравов (с 1953 по 1975 год) и Константин Васильевич Фролов (с 1975 по 2007). С 1978 года Институт носит имя А. А. Благонравова.
По указанию Н. С. Хрущёва Институт был выведен из системы АН СССР в подчинение отраслевого министерства, однако после прихода к руководству страны Л. И. Брежнева благодаря усилиям директора Института машиноведения К. В. Фролова Институт удалось возвратить в АН СССР.
В 2008 году ИМАШ РАН возглавил академик Ривнер Фазылович Ганиев, под руководством которого (в соответствии с Постановлением Президиума РАН от 25.11.2008 г. № 603 «О реорганизации Учреждения Российской академии наук Института машиноведения им. А. А. Благонравова РАН»), в период с 2009 по 2013 годы, была проведена масштабная реорганизация Института в целях концентрации и объединения его научного потенциала на решении фундаментальных проблем машиноведения и волновой механики. В результате реорганизации в состав ИМАШ РАН вошёл Научный центр нелинейной волновой механики и технологии РАН (НЦ НВМТ РАН), организованный Ганиевым Р. Ф. в 1995 году как самостоятельное учреждение Российской академии наук, была укрупнена тематика отделов, ликвидирован ряд лабораторий, созданы 3 новых отдела: «Конструкционное материаловедение», «Виброакустика машин», «Теоретическая и прикладная акустика», — нацеленные на решение принципиально новых фундаментальных и прикладных проблем, значительно омоложён исследовательский состав, полностью обновлён кадровый состав вспомогательных подразделений (финансово-экономического отдела, бухгалтерии, отдела кадров, службы главного инженера и т. п.), создано опытное производство.
1 декабря 2015 года директором Института машиноведения им. А. А. Благонравова РАН назначен доктор технических наук, доктор философских наук, профессор Виктор Аркадьевич Глазунов.
Институт входит в состав Отделения энергетики, машиностроения, механики и процессов управления Российской академии наук.
В 1991 году филиал Института в Санкт-Петербурге реорганизован в самостоятельное учреждение Институт проблем машиноведения РАН.
До 1996 года имелся филиал в Саратове, постановлением Президиума РАН № 53 от 19 марта 1996 года преобразованный в Институт проблем точной механики и управления РАН.

## Крупные и современные проблемы в области машиноведения
В области механики машин и технологий ИМАШ РАН в настоящее время работает по следующим направлениям:
- теория машин и механизмов и управление машинами, анализ и синтез машинных, биомеханических, робототехнических и мехатронных комплексов;
- теория безопасности, ресурса, надёжности, живучести, прочности машин и сложных технических систем;
- динамика машин, вибрационные и волновые процессы, виброакустика машин и конструкций;
- проблемы трибологии, повышение износостойкости и снижение энергетических потерь в машинах и оборудовании;
- конструкционное материаловедение, проблемы использования наноматериалов и нанотехнологий для объектов машиностроения;
- научные основы комплексных проблем машиноведения для объектов гражданского и оборонного назначения.
- нелинейная волновая механика многофазных систем, научные основы волновых технологий, волновых машин и аппаратов;
- вибронадежность и бесшумность гидромеханических систем и технических объектов;
- теория машиностроительного производства и новые технологии в машиностроении.

## Структура ИМАШ РАН в настоящее время
1. Отдел «Прочность, живучесть и безопасность машин»
2. Отдел «Механика машин и управления машинами»
3. Отдел «Трение, износ, смазка. Трибология»
4. Отдел «Вибрационная биомеханика»
5. Отдел «Виброакустика машин»
6. Отдел «Теоретическая и прикладная акустика»
7. Отдел «Конструкционное материаловедение»
8. Филиал «Научный центр нелинейной волновой механики и технологии»

## Известные сотрудники
См.
- Сотрудники ИМАШ АН СССР
- Сотрудники ИМАШ РАН

## Кабинет-музей И. И. Артоболевского

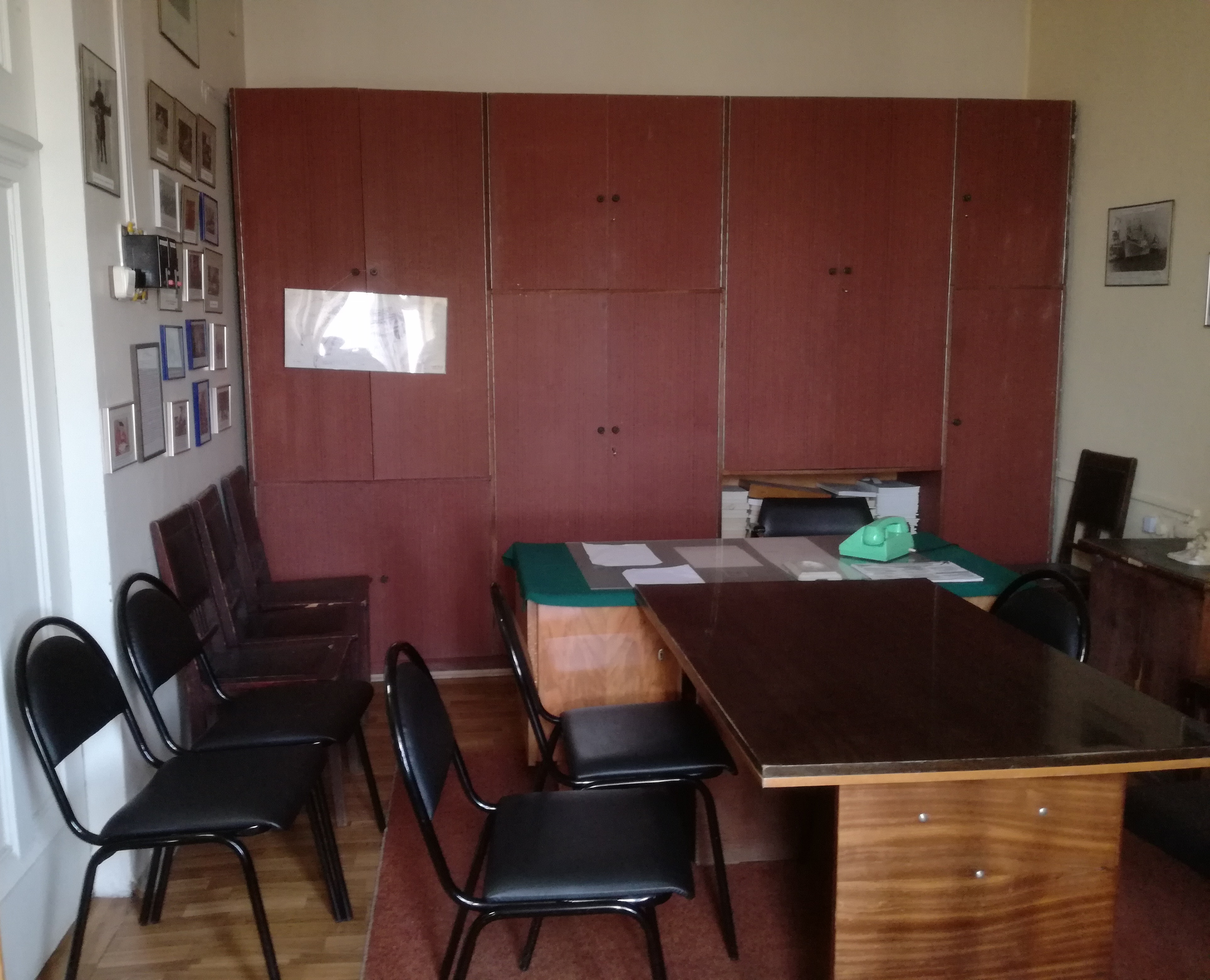
Кабинет-музей И. И. Артоболевского в ИМаш

В старом здании Института организован мемориальный кабинет-музей, посвящённый научному творчеству выдающегося учёного-механика академика И. И. Артоболевского (1905—1977).

### Галерея

К. Фролов. Мемориальная доска в Имаш
А. Благонравов. Мемориальная доска в Имаш
И. Артоболевский. Мемориальная доска в Имаш